# 带形盗蛛
带形盗蛛（学名：Pisaura zonaformis）为盗蛛科盗蛛属的动物。在中国大陆，分布于云南等地。该物种的模式产地在云南。